# Aniane
Aniane település Franciaországban, Hérault megyében. Lakosainak száma 2956 fő (2022. január 1.). Aniane La Boissière, Gignac, Puéchabon, Saint-Guilhem-le-Désert és Saint-Jean-de-Fos községekkel határos.

## Népesség
A település népességének változása:
| Lakosok száma | 1773 | 1617 | 1725 | 2585 | 2923 | 2954 | 2931 | 2918 | 2939 | 2956 |
|               | 1968 | 1982 | 1990 | 2006 | 2013 | 2015 | 2017 | 2019 | 2020 | 2022 |